# Melinis longiseta
Melinis longiseta là một loài thực vật có hoa trong họ Hòa thảo. Loài này được (A.Rich.) Zizka mô tả khoa học đầu tiên năm 1988.